# Upskirt

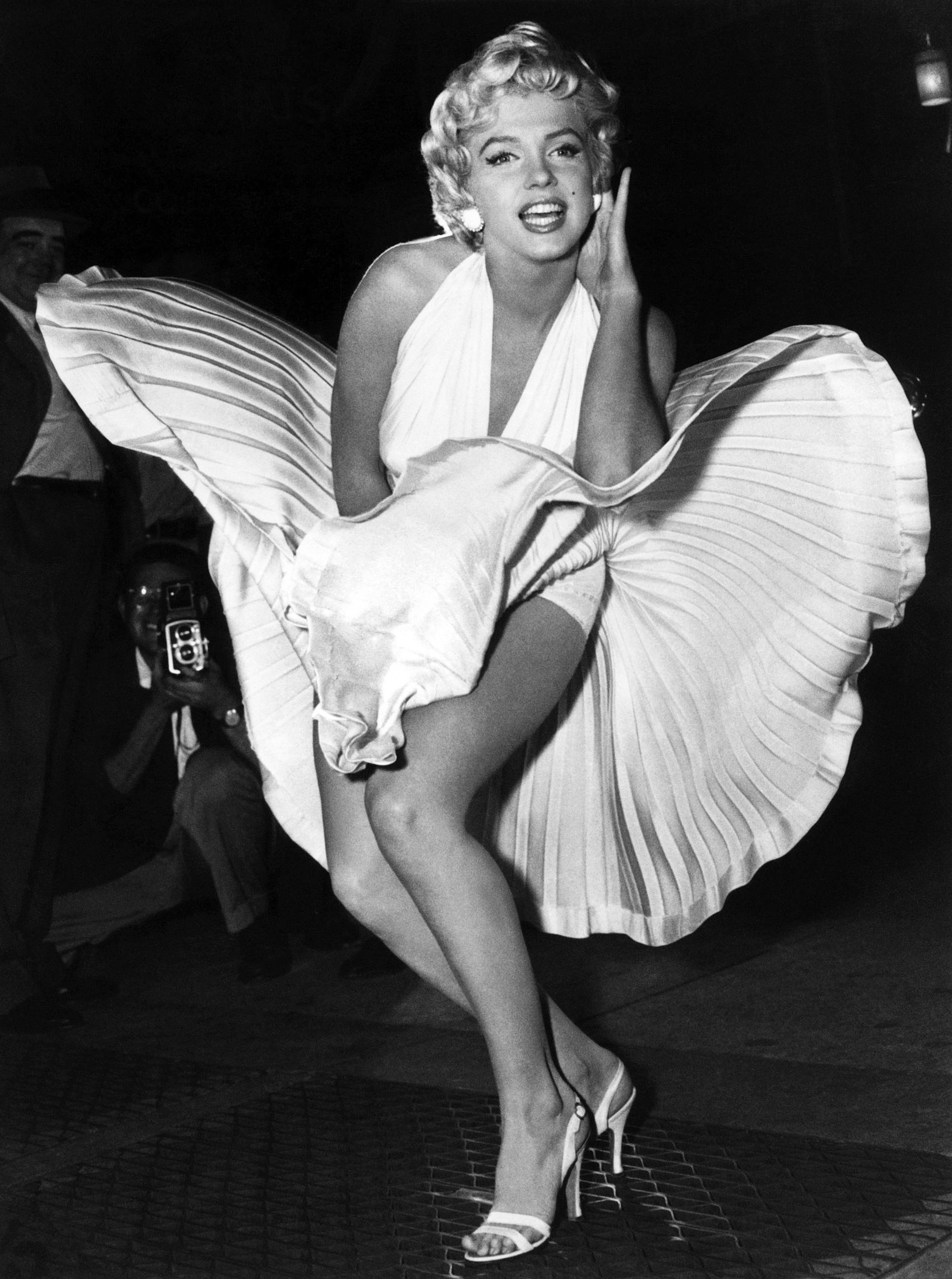
El de Marilyn Monroe és, possiblement, lupskirt més famós

Upskirt (en català: faldilla amunt) és la pràctica de fer fotografies no autoritzades sota la faldilla d'una dona, capturant una imatge de la seva zona de l'entrecuix, roba interior i, de vegades, genitals. El terme upskirt també pot referir-se a un vídeo o il·lustració que incorpori aquesta imatge. La pràctica es considera com una forma de fetitxisme sexual o voyeurisme i és similar en naturalesa al downblouse .

## Actituds socials

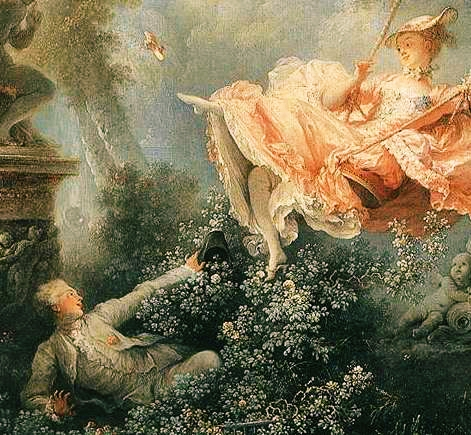
The Swing de Jean-Honoré Fragonard

El concepte i l'interès envers l'upskirt no és nou, encara que el terme és més recent. Per exemple, la pintura de 1767 de Jean-Honoré Fragonard titulada The Swing mostra un home admirant sota la falda d'una dona. A la "societat cortès", admirar la faldilla d'una dama es considerava descortès o groller. En una societat menys educada, admirar la falda d'una dama, aixecar-la o exposar la roba interior era considerat obscè.
La sobtada popularitat a la dècada de 1960 de la minifaldilla va portar el concepte als carrers i va ser vist per molts com un exhibicionisme massiu. Un comentarista estatunidenc de la dècada de 1960 va afirmar: "Als països europeus prohibeixen les minifaldilles als carrers i diuen que són una invitació a la violació…".
Moltes dones, per altra banda, van veure el nou estil com una rebel·lió contra els estils de roba anteriors i com l'alliberament dels seus propis cossos. Per primera vegada, moltes dones se sentien còmodes mostrant les cuixes, ja fos a la platja, en vestit de bany, o en roba de carrer i, fins i tot, es relaxaven quan en algunes situacions la seva roba interior quedava visible.

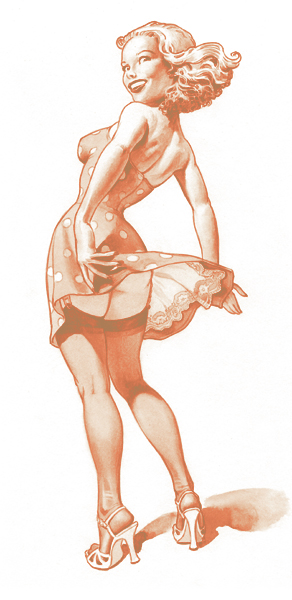
Il·lustració d'un upskirt.

Algunes imatges d'upskirt i downblouse s'originen com a fotografies divertides i innocents que es fan amb el coneixement i la manca d'objecció de les dones afectades. Tot i això, algunes d'aquestes imatges poden acabar sent àmpliament distribuïdes o publicades a Internet sense el coneixement i el consentiment del subjecte, per exemple, després d'una ruptura d'una relació sentimental.
També hi ha el costum de prendre, de manera clandestina, aquest tipus d'imatges o vídeos per ser pujades a llocs web fetitxistes i pornogràfics, així com a llocs per compartir vídeos com YouTube. Aquesta activitat va augmentar amb l'àmplia disponibilitat i ús de la tecnologia fotogràfica i de vídeo digital i, més recentment, els telèfons amb càmera.
Es poden fer aquestes fotos o vídeos en una gran varietat de situacions, com quan una dona puja escales o baixa d'un automòbil o, simplement, s'asseu en un banc d'un parc. Usualment es prenen amb una càmera oculta que s'incorpora a la sabata o dins d'una bossa, per la qual cosa és molt difícil adonar-se que s'està fotografiant d'aquesta manera. Hi ha molts mètodes i tipus de fer fotos upskirt i és molt estrany que la víctima ho noti.

## Posició legal
Molts països encara no tenen lleis que protegeixin les dones d'aquesta pràctica, fins i tot en llocs públics, però la posició legal varia considerablement depenent del país. A Austràlia s'han aprovat lleis per castigar la pràctica de l' upskirt a llocs públics i sense consentiment. A Finlàndia el 2010 se li va confiscar la càmera a un ancià i se li va imposar una multa per l'acte d'obscenitat pública després d'haver pres dotzenes de fotos upskirt en un centre comercial a Turku.